# Emma Appleton
Emma Jill Appleton, född den 11 december 1991 i Oxfordshire i Storbritannien, är en brittisk skådespelare.
Appleton har bland annat medverkat i filmen Sista brevet från din älskade där hon spelade karaktären Hannah. I TV-serierna The Killing Kind och The Road Trip spelade hon en av huvudrollerna som Ingrid Lewis respektive Addie.

## Filmografi (i urval)
- 2021 – Sista brevet från din älskade
- 2023 – The Killing Kind (TV-serie)
- 2024 – The Road Trip (TV-serie)